# Campiones d'individual femení del Torneig de Roland Garros
El torneig de Roland Garros o Obert de França (en francès, Internationaux de France de Roland-Garros o Tournoi de Roland-Garros) és una competició tennística creada l'any 1981 que es disputa sobre terra batuda, actualment en el complex Stade Roland Garros de París, França. Es tracta d'un dels quatre tornejos Grand Slams de tennis i des de 1987 és el segon de la temporada celebrant-se entre maig i juny. L'organització del torneig pertany a la Fédération Française de Tennis.
Inicialment se celebrava al Racing Club de France però des de 1928 es disputa a la seu actual de París. Durant tota la seva història hi ha hagut dos períodes en què no s'ha disputat: 1916-19 per la Primera Guerra Mundial i 1940-45 per la Segona Guerra Mundial.
La competició individual femenina se celebra des de l'any 1897. Fins a l'any 1925 només estava permesa la participació a tennistes que pertanyien a clubs de tennis francesos. La vencedora rep una rèplica en miniatura del trofeu Coupe Suzanne Lenglen en honor d'una de les jugadores més representaves del tennis francès i guanyadora de sis títols, Suzanne Lenglen.

## Palmarès

### Championnat de France amateur international de tennis

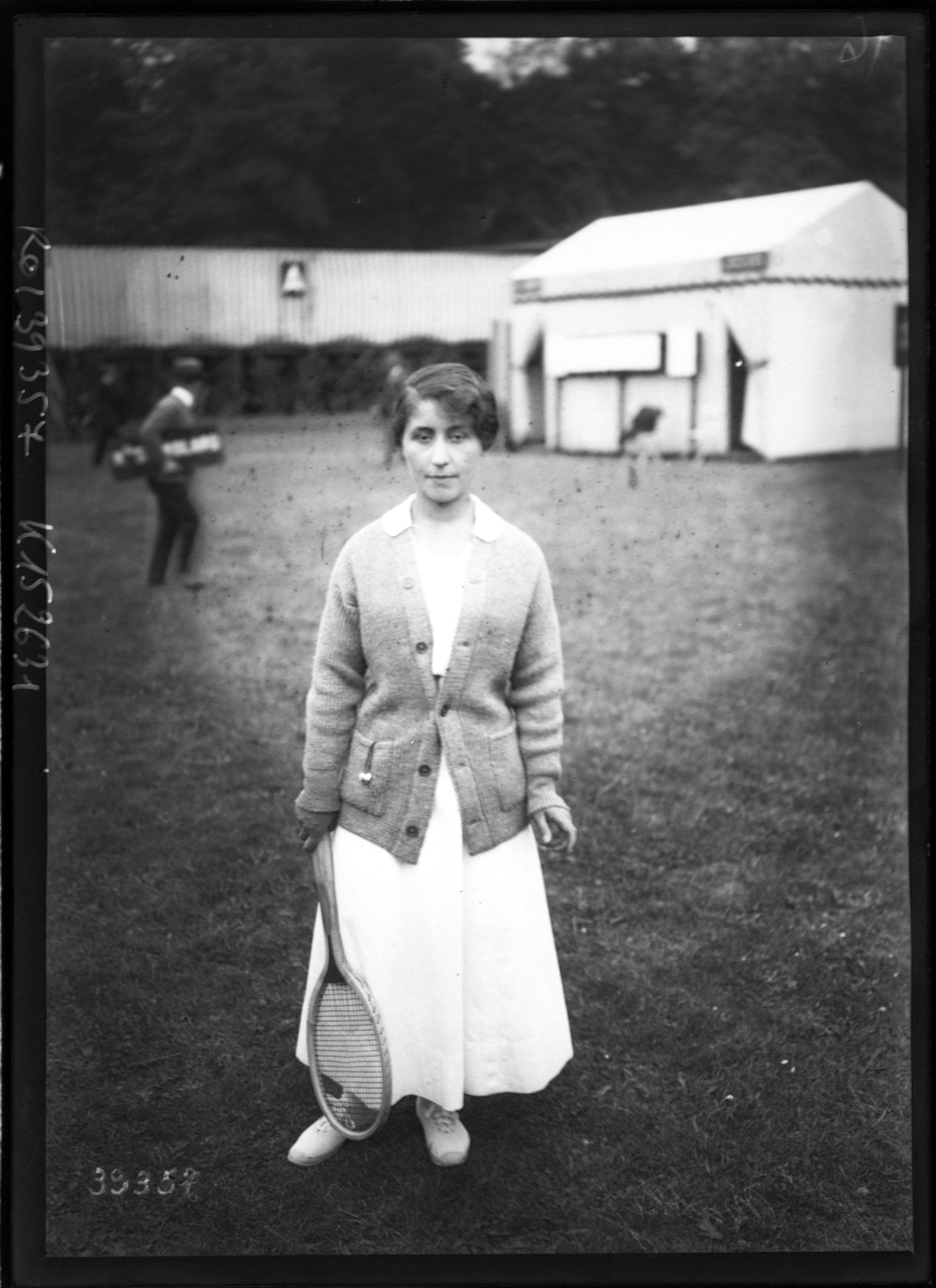
Jeanne Matthey va guanyar quatre títols consecutius.

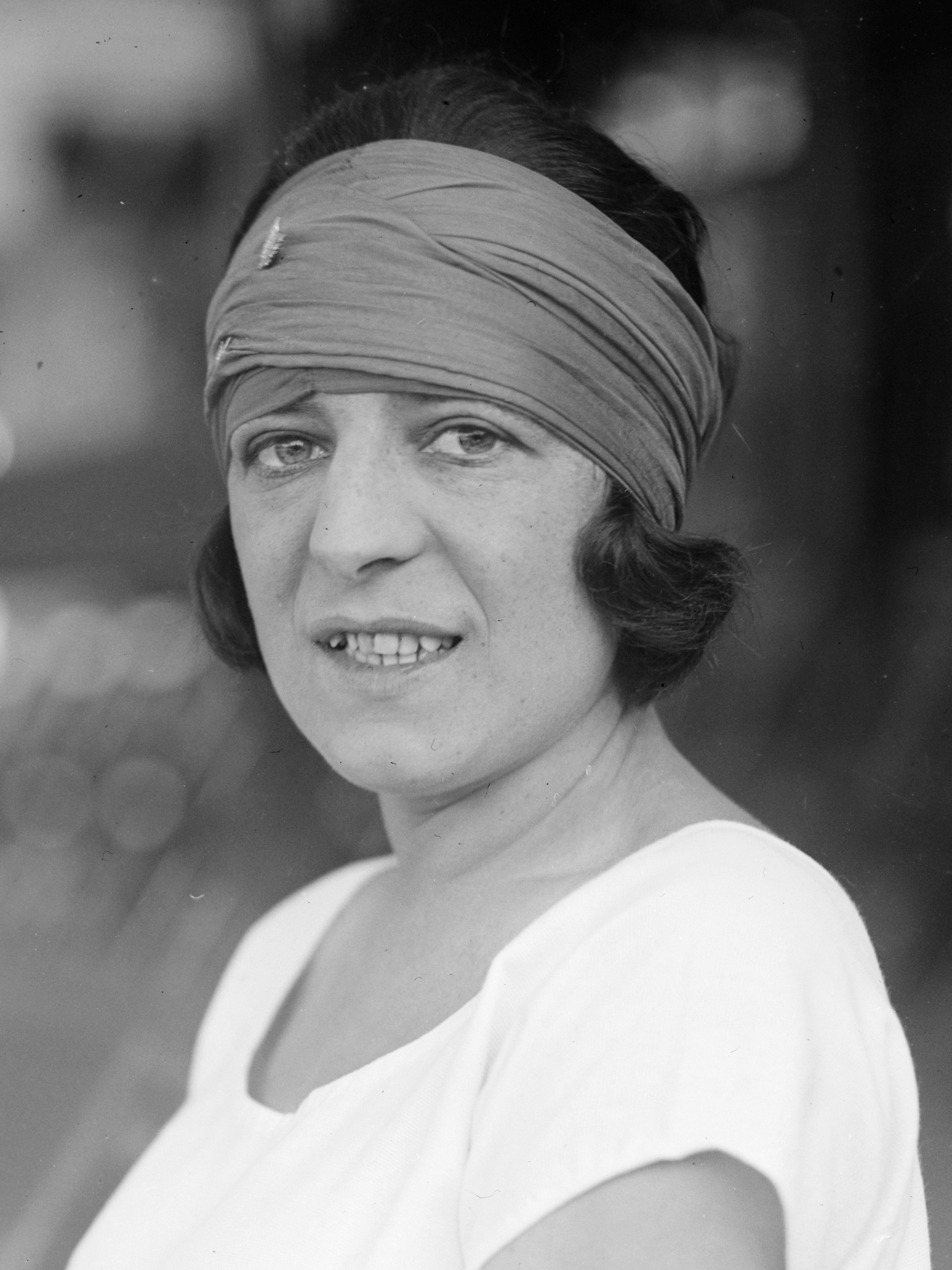
Suzanne Lenglen va aconseguir sis títols i fou finalista un cop més.

Competició reservada a jugadores amateurs que pertanyen a clubs de tennis francesos.
| Any  | Vencedora                                      | Finalista                                      | Resultat                                       |
| ---- | ---------------------------------------------- | ---------------------------------------------- | ---------------------------------------------- |
| 1897 | Adine Masson                                   | P. Girod                                       | 6−3, 6−1                                       |
| 1898 | Adine Masson                                   |                                                |                                                |
| 1899 | Adine Masson                                   |                                                |                                                |
| 1900 | Hélène Prévost                                 |                                                |                                                |
| 1901 | P. Girod                                       | Leroux                                         |                                                |
| 1902 | Adine Masson                                   | P. Girod                                       | 6−4, 6−2                                       |
| 1903 | Adine Masson (5)                               | Kate Gillou                                    | 6−0, 6−8, 6−0                                  |
| 1904 | Kate Gillou                                    | Adine Masson                                   |                                                |
| 1905 | Kate Gillou                                    | Y. de Pfooffel                                 | 6−0, 11−9                                      |
| 1906 | Kate Gillou Fenwick                            | Mac Veagh                                      |                                                |
| 1907 | Comtesse de Kermel                             | d'Elva                                         |                                                |
| 1908 | Kate Gillou Fenwick (4)                        | Pean                                           |                                                |
| 1909 | Jeanne Matthey                                 | Gallay                                         |                                                |
| 1910 | Jeanne Matthey                                 | Marguerite Broquedis                           |                                                |
| 1911 | Jeanne Matthey                                 | Marguerite Broquedis                           |                                                |
| 1912 | Jeanne Matthey (4)                             | Mieken Rieck                                   | 6−3, 0−6, 6−4                                  |
| 1913 | Marguerite Broquedis                           | Jeanne Matthey                                 | 6−4, 3−6, 6−4                                  |
| 1914 | Marguerite Broquedis (2)                       | Suzanne Lenglen                                | 5−7, 6−4, 6−3                                  |
| 1915 | Sense competició per la Primera Guerra Mundial | Sense competició per la Primera Guerra Mundial | Sense competició per la Primera Guerra Mundial |
| 1916 | Sense competició per la Primera Guerra Mundial | Sense competició per la Primera Guerra Mundial | Sense competició per la Primera Guerra Mundial |
| 1917 | Sense competició per la Primera Guerra Mundial | Sense competició per la Primera Guerra Mundial | Sense competició per la Primera Guerra Mundial |
| 1918 | Sense competició per la Primera Guerra Mundial | Sense competició per la Primera Guerra Mundial | Sense competició per la Primera Guerra Mundial |
| 1919 | Sense competició per la Primera Guerra Mundial | Sense competició per la Primera Guerra Mundial | Sense competició per la Primera Guerra Mundial |
| 1920 | Suzanne Lenglen                                | Marguerite Broquedis                           | 6−1, 7−5                                       |
| 1921 | Suzanne Lenglen                                | Germaine Golding                               | Renúncia                                       |
| 1922 | Suzanne Lenglen                                | Germaine Golding                               | 6−4, 6−2                                       |
| 1923 | Suzanne Lenglen                                | Germaine Golding                               | 6−1, 6−4                                       |
| 1924 | Julie Vlasto                                   | Jeanne Vaussard                                | 6−2, 6−3                                       |

### Internationaux de France de tennis amateurs

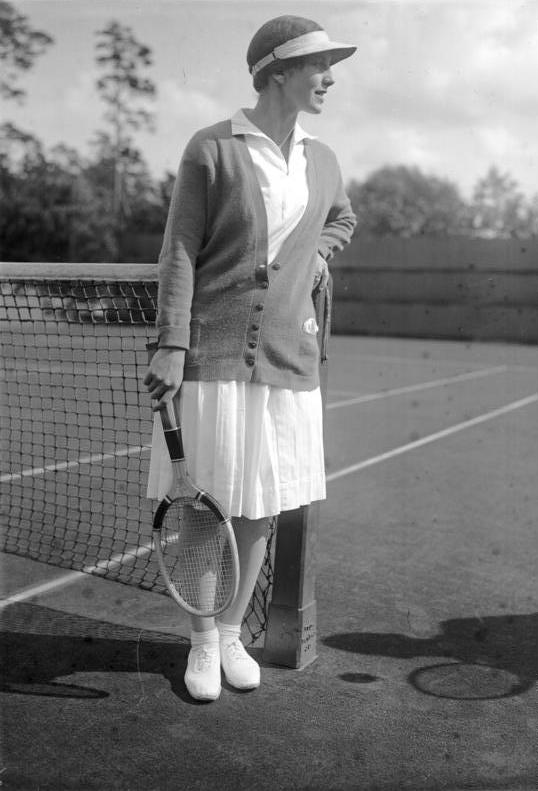
Helen Wills va vèncer en quatre finals del torneig.

| Any  | Vencedora                                     | Finalista                                     | Resultat                                      |
| ---- | --------------------------------------------- | --------------------------------------------- | --------------------------------------------- |
| 1925 | Suzanne Lenglen                               | Kathleen McKane                               | 6−1, 6−2                                      |
| 1926 | Suzanne Lenglen (6)                           | Mary Browne                                   | 6−1, 6−0                                      |
| 1927 | Kornelia Bouman                               | Irene Peacock                                 | 6−2, 6−4                                      |
| 1928 | Helen Wills                                   | Eileen Bennett                                | 6−1, 6−2                                      |
| 1929 | Helen Wills                                   | Simone Mathieu                                | 6−3, 6−4                                      |
| 1930 | Helen Wills                                   | Helen Jacobs                                  | 6−2, 6−1                                      |
| 1931 | Cilly Aussem                                  | Betty Nuthall                                 | 8−6, 6−1                                      |
| 1932 | Helen Wills (4)                               | Simone Mathieu                                | 7−5, 6−1                                      |
| 1933 | Margaret Scriven                              | Simone Mathieu                                | 6−2, 4−6, 6−4                                 |
| 1934 | Margaret Scriven (2)                          | Helen Jacobs                                  | 7−5, 4−6, 6−1                                 |
| 1935 | Hilde Sperling                                | Simone Mathieu                                | 6−2, 6−1                                      |
| 1936 | Hilde Sperling                                | Simone Mathieu                                | 6−3, 6−4                                      |
| 1937 | Hilde Sperling (3)                            | Simone Mathieu                                | 6−2, 6−4                                      |
| 1938 | Simone Mathieu                                | Nelly Landry                                  | 6−0, 6−3                                      |
| 1939 | Simone Mathieu (2)                            | Jadwiga Jedrzejowska                          | 6−3, 8−6                                      |
| 1940 | Sense competició per la Segona Guerra Mundial | Sense competició per la Segona Guerra Mundial | Sense competició per la Segona Guerra Mundial |
| 1941 | Sense competició per la Segona Guerra Mundial | Sense competició per la Segona Guerra Mundial | Sense competició per la Segona Guerra Mundial |
| 1942 | Sense competició per la Segona Guerra Mundial | Sense competició per la Segona Guerra Mundial | Sense competició per la Segona Guerra Mundial |
| 1943 | Sense competició per la Segona Guerra Mundial | Sense competició per la Segona Guerra Mundial | Sense competició per la Segona Guerra Mundial |
| 1944 | Sense competició per la Segona Guerra Mundial | Sense competició per la Segona Guerra Mundial | Sense competició per la Segona Guerra Mundial |
| 1945 | Sense competició per la Segona Guerra Mundial | Sense competició per la Segona Guerra Mundial | Sense competició per la Segona Guerra Mundial |
| 1946 | Margaret duPont                               | Pauline Betz                                  | 1−6, 8−6, 7−5                                 |
| 1947 | Patricia Todd                                 | Doris Hart                                    | 6−3, 3−6, 6−4                                 |
| 1948 | Nelly Landry                                  | Shirley Fry                                   | 6−2, 0−6, 6−0                                 |
| 1949 | Margaret duPont (2)                           | Nelly Landry                                  | 7−5, 6−2                                      |
| 1950 | Doris Hart                                    | Patricia Todd                                 | 6−4, 4−6, 6−2                                 |
| 1951 | Shirley Fry                                   | Doris Hart                                    | 6−3, 3−6, 6−3                                 |
| 1952 | Doris Hart (2)                                | Shirley Fry                                   | 6−4, 6−4                                      |
| 1953 | Maureen Connolly                              | Doris Hart                                    | 6−2, 6−4                                      |
| 1954 | Maureen Connolly (2)                          | Ginette Bucaille                              | 6−4, 6−1                                      |
| 1955 | Angela Mortimer                               | Dorothy Knode                                 | 2−6, 7−5, 10−8                                |
| 1956 | Althea Gibson                                 | Angela Mortimer                               | 6−0, 12−10                                    |
| 1957 | Shirley Bloomer                               | Dorothy Knode                                 | 6−1, 6−3                                      |
| 1958 | Zsuzsi Kormoczy                               | Shirley Bloomer                               | 6−4, 1−6, 6−2                                 |
| 1959 | Christine Truman                              | Zsuzsi Kormoczy                               | 6−4, 7−5                                      |
| 1960 | Darlene Hard                                  | Yola Ramirez                                  | 6−3, 6−4                                      |
| 1961 | Ann Haydon                                    | Yola Ramirez                                  | 6−2, 6−1                                      |
| 1962 | Margaret Smith                                | Lesley Turner                                 | 6−3, 3−6, 7−5                                 |
| 1963 | Lesley Turner                                 | Ann Haydon Jones                              | 2−6, 6−3, 7−5                                 |
| 1964 | Margaret Smith                                | Maria Esther Bueno                            | 5−7, 6−1, 6−2                                 |
| 1965 | Lesley Turner (2)                             | Margaret Smith                                | 6−3, 6−4                                      |
| 1966 | Ann Haydon Jones (2)                          | Nancy Richey                                  | 6−3, 6−1                                      |
| 1967 | Françoise Dürr                                | Lesley Turner                                 | 4−6, 6−3, 6−4                                 |

### Internationaux de France de tennis Open

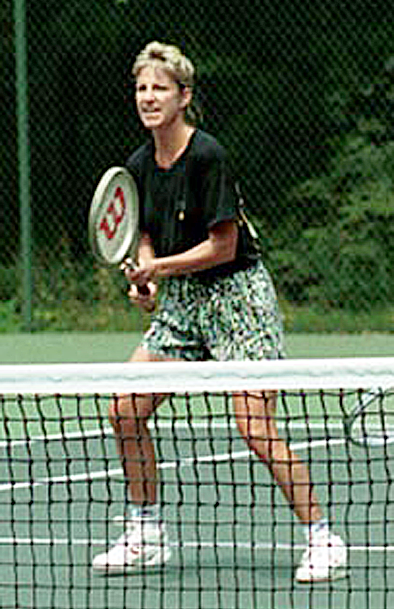
Chris Everts manté el rècord de títols individuals femenins amb set.

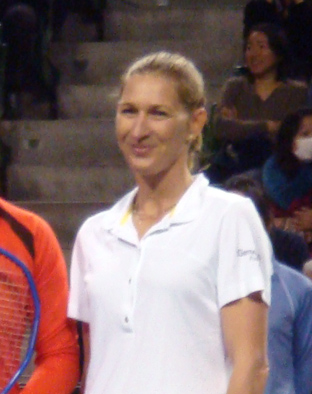
Steffi Graf va disputar nou finals de les quals va vèncer en sis.

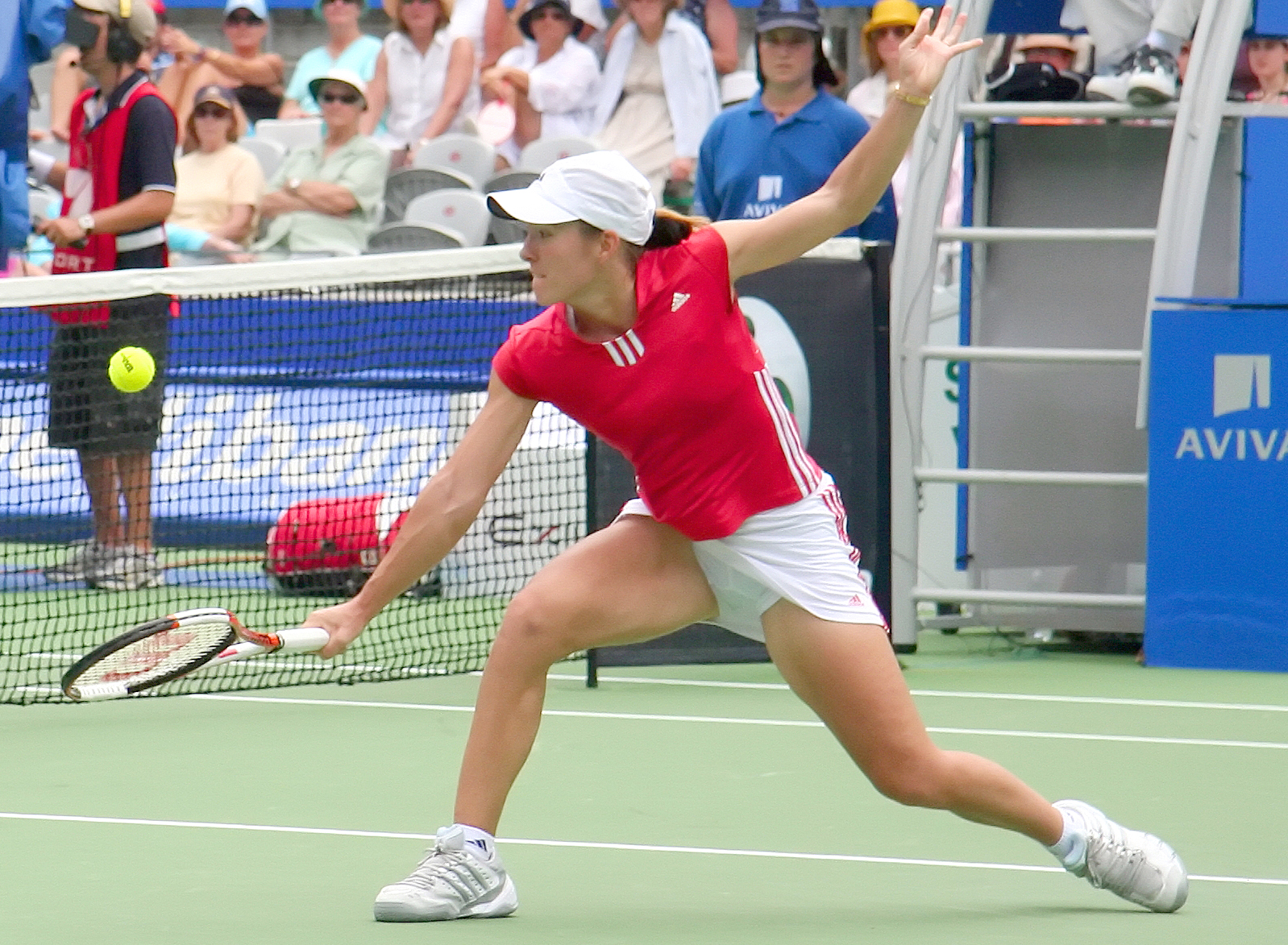
Justine Henin va guanyar quatre títols, tres d'ells consecutius.

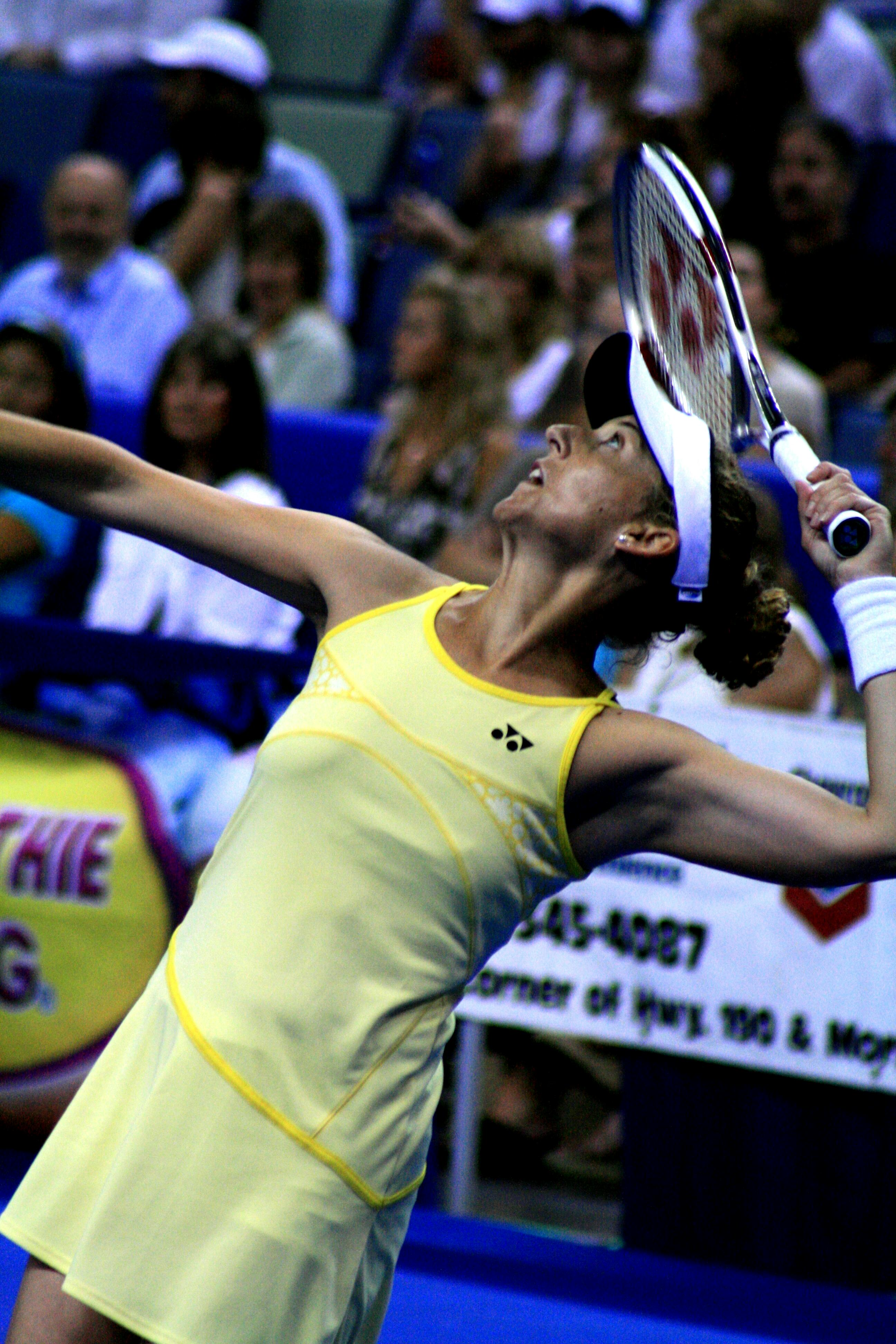
Monica Seles va aconseguir tres títols consecutius.

| Any  | Vencedora                   | Finalista                 | Resultat         |
| ---- | --------------------------- | ------------------------- | ---------------- |
| 1968 | Nancy Richey                | Ann Haydon Jones          | 5−7, 6−4, 6−1    |
| 1969 | Margaret Smith Court        | Ann Haydon Jones          | 6−1, 4−6, 6−3    |
| 1970 | Margaret Smith Court        | Helga Niessen             | 6−2, 6−4         |
| 1971 | Evonne Goolagong            | Helen Gourlay             | 6−3, 7−5         |
| 1972 | Billie Jean King            | Evonne Goolagong          | 6−3, 6−3         |
| 1973 | Margaret Smith Court (5)    | Chris Evert               | 6−7, 7−6, 6−4    |
| 1974 | Chris Evert                 | Olga Morozova             | 6−1, 6−2         |
| 1975 | Chris Evert                 | Martina Navrátilová       | 2−6, 6−2, 6−1    |
| 1976 | Sue Barker                  | Renata Tomanova           | 6−2, 0−6, 6−2    |
| 1977 | Mima Jausovec               | Florenta Mihai            | 6−2, 6−7, 6−1    |
| 1978 | Virginia Ruzici             | Mima Jausovec             | 6−2, 6−2         |
| 1979 | Chris Evert                 | Wendy Turnbull            | 6−2, 6−0         |
| 1980 | Chris Evert                 | Virginia Ruzici           | 6−0, 6−3         |
| 1981 | Hana Mandlikova             | Sylvia Hanika             | 6−2, 6−4         |
| 1982 | Martina Navrátilová         | Andrea Jaeger             | 7−6, 6−1         |
| 1983 | Chris Evert                 | Mima Jausovec             | 6−1, 6−2         |
| 1984 | Martina Navrátilová (2)     | Chris Evert               | 6−3, 6−1         |
| 1985 | Chris Evert                 | Martina Navrátilová       | 6−3, 6−7, 7−5    |
| 1986 | Chris Evert (7)             | Martina Navrátilová       | 2−6, 6−3, 6−3    |
| 1987 | Steffi Graf                 | Martina Navrátilová       | 6−4, 4−6, 8−6    |
| 1988 | Steffi Graf                 | Natasha Zvereva           | 6−0, 6−0         |
| 1989 | Arantxa Sánchez Vicario     | Steffi Graf               | 7−6, 3−6, 7−5    |
| 1990 | Monica Seles                | Steffi Graf               | 7−6, 6−4         |
| 1991 | Monica Seles                | Arantxa Sánchez Vicario   | 6−3, 6−4         |
| 1992 | Monica Seles (3)            | Steffi Graf               | 6−2, 3−6, 10−8   |
| 1993 | Steffi Graf                 | Mary Joe Fernández        | 4−6, 6−2, 6−4    |
| 1994 | Arantxa Sánchez Vicario     | Mary Pierce               | 6−4, 6−4         |
| 1995 | Steffi Graf                 | Arantxa Sánchez Vicario   | 7−5, 4−6, 6−0    |
| 1996 | Steffi Graf                 | Arantxa Sánchez Vicario   | 6−3, 6−7, 10−8   |
| 1997 | Iva Majoli                  | Martina Hingis            | 6−4, 6−2         |
| 1998 | Arantxa Sánchez Vicario (3) | Monica Seles              | 7−6, 0−6, 6−2    |
| 1999 | Steffi Graf (6)             | Martina Hingis            | 4−6, 7−5, 6−2    |
| 2000 | Mary Pierce                 | Conxita Martínez          | 6−2, 7−5         |
| 2001 | Jennifer Capriati           | Kim Clijsters             | 1−6, 6−4, 12−10  |
| 2002 | Serena Williams             | Venus Williams            | 7−5, 6−3         |
| 2003 | Justine Henin               | Kim Clijsters             | 6−0, 6−4         |
| 2004 | Anastassia Mískina          | Ielena Deméntieva         | 6−1, 6−2         |
| 2005 | Justine Henin               | Mary Pierce               | 6−1, 6−1         |
| 2006 | Justine Henin               | Svetlana Kuznetsova       | 6−4, 6−4         |
| 2007 | Justine Henin (4)           | Ana Ivanović              | 6−1, 6−2         |
| 2008 | Ana Ivanović                | Dinara Safina             | 6−4, 6−3         |
| 2009 | Svetlana Kuznetsova         | Dinara Safina             | 6−4, 6−2         |
| 2010 | Francesca Schiavone         | Samantha Stosur           | 6−4, 7−6(2)      |
| 2011 | Li Na                       | Francesca Schiavone       | 6−4, 7−6(0)      |
| 2012 | Maria Xaràpova              | Sara Errani               | 6−3, 6−2         |
| 2013 | Serena Williams             | Maria Xaràpova            | 6−4, 6−4         |
| 2014 | Maria Xaràpova (2)          | Simona Halep              | 6−4, 6−7(5), 6−4 |
| 2015 | Serena Williams (3)         | Lucie Šafářová            | 6−3, 6−7(2), 6−2 |
| 2016 | Garbiñe Muguruza            | Serena Williams           | 7−5, 6−4         |
| 2017 | Jeļena Ostapenko            | Simona Halep              | 4−6, 6−4, 6−3    |
| 2018 | Simona Halep                | Sloane Stephens           | 3−6, 6−4, 6−1    |
| 2019 | Ashleigh Barty              | Markéta Vondrousová       | 6−1, 6−3         |
| 2020 | Iga Świątek                 | Sofia Kenin               | 6−4, 6−1         |
| 2021 | Barbora Krejčíková          | Anastassia Pavliutxénkova | 6−1, 2−6, 6−4    |
| 2022 | Iga Świątek                 | Coco Gauff                | 6−1, 6−3         |
| 2023 | Iga Świątek                 | Karolína Muchová          | 6−2, 5−7, 6−4    |
| 2024 | Iga Świątek (4)             | Jasmine Paolini           | 6−2, 6−1         |
| 2025 | Coco Gauff                  | Arina Sabalenka           | 6−7(5), 6−2, 6−4 |

## Estadístiques

### Campiones múltiples
| Tennistes en actiu |

| Tennista                  | Era Amateur (França) | Era Amateur (Internacional) | Era Open | Total | Anys                                     |
| ------------------------- | -------------------- | --------------------------- | -------- | ----- | ---------------------------------------- |
| Chris Evert               | 0                    | 0                           | 7        | 7     | 1974, 1975, 1979, 1980, 1983, 1985, 1986 |
| / Steffi Graf             | 0                    | 0                           | 6        | 6     | 1987, 1988, 1993, 1995, 1996, 1999       |
| Suzanne Lenglen           | 4                    | 2                           | 0        | 6     | 1920, 1921, 1922, 1923, 1925, 1926       |
| Margaret Smith Court      | 0                    | 2                           | 3        | 5     | 1962, 1964, 1969, 1970, 1973             |
| Françoise Masson          | 5                    | 0                           | 0        | 5     | 1897, 1898, 1899, 1902, 1903             |
| Kate Gillou               | 4                    | 0                           | 0        | 4     | 1904, 1905, 1906, 1908                   |
| Justine Henin             | 0                    | 0                           | 4        | 4     | 2003, 2005, 2006, 2007                   |
| Iga Świątek               | 0                    | 0                           | 4        | 4     | 2020, 2022, 2023, 2024                   |
| Jeanne Matthey            | 4                    | 0                           | 0        | 4     | 1909, 1910, 1911, 1912                   |
| Helen Wills               | 0                    | 4                           | 0        | 4     | 1928, 1929, 1930, 1932                   |
| Arantxa Sánchez Vicario   | 0                    | 0                           | 3        | 3     | 1989, 1994, 1998                         |
| / Monica Seles            | 0                    | 0                           | 3        | 3     | 1990, 1991, 1992                         |
| Hilde Krahwinkel Sperling | 0                    | 3                           | 0        | 3     | 1935, 1936, 1937                         |
| Serena Williams           | 0                    | 0                           | 3        | 3     | 2002, 2013, 2015                         |
| Maureen Connolly Brinker  | 0                    | 2                           | 0        | 2     | 1953, 1954                               |
| Margaret Osborne duPont   | 0                    | 2                           | 0        | 2     | 1946, 1949                               |
| Doris Hart                | 0                    | 2                           | 0        | 2     | 1950, 1952                               |
| Ann Haydon Jones          | 0                    | 2                           | 0        | 2     | 1961, 1966                               |
| Simone Mathieu            | 0                    | 2                           | 0        | 2     | 1938, 1939                               |
| Martina Navrátilová       | 0                    | 0                           | 2        | 2     | 1982, 1984                               |
| Margaret Scriven Vivian   | 0                    | 2                           | 0        | 2     | 1933, 1934                               |
| Maria Xaràpova            | 0                    | 0                           | 2        | 2     | 2012, 2014                               |

### Campiones per països
| Països desapareguts |

| País                    | Era Amateur (França) | Era Amateur (Internacional) | Era Open | Total | Primer títol | Últim títol |
| ----------------------- | -------------------- | --------------------------- | -------- | ----- | ------------ | ----------- |
| França                  | 23                   | 6                           | 1        | 30    | 1897         | 2000        |
| Estats Units            | 0                    | 14                          | 16       | 30    | 1928         | 2025        |
| Austràlia               | 0                    | 4                           | 5        | 9     | 1962         | 2019        |
| / Alemanya 1            | 0                    | 4                           | 4        | 8     | 1931         | 1999        |
| Regne Unit              | 0                    | 7                           | 1        | 8     | 1933         | 1976        |
| Bèlgica                 | 0                    | 0                           | 4        | 4     | 2003         | 2007        |
| Espanya                 | 0                    | 0                           | 4        | 4     | 1989         | 2016        |
| Rússia                  | 0                    | 0                           | 4        | 4     | 2004         | 2014        |
| Polònia                 | 0                    | 0                           | 4        | 4     | 2020         | 2024        |
| Iugoslàvia 2            | 0                    | 0                           | 3        | 3     | 1977         | 1991        |
| Alemanya Occidental 1   | 0                    | 0                           | 2        | 2     | 1987         | 1988        |
| Romania                 | 0                    | 0                           | 2        | 2     | 1978         | 2018        |
| Croàcia 2               | 0                    | 0                           | 1        | 1     | 1997         | 1997        |
| / Hongria               | 0                    | 1                           | 0        | 1     | 1958         | 1958        |
| Itàlia                  | 0                    | 0                           | 1        | 1     | 2010         | 2010        |
| Letònia                 | 0                    | 0                           | 1        | 1     | 2017         | 2017        |
| Països Baixos           | 0                    | 1                           | 0        | 1     | 1927         | 1927        |
| Sèrbia 2 4              | 0                    | 0                           | 1        | 1     | 1992         | 1992        |
| Sèrbia i Montenegro 2 4 | 0                    | 0                           | 1        | 1     | 2008         | 2008        |
| República Txeca 3       | 0                    | 0                           | 1        | 1     | 2021         | 2021        |
| Txecoslovàquia 3        | 0                    | 0                           | 1        | 1     | 1981         | 1981        |
| Xina                    | 0                    | 0                           | 1        | 1     | 2011         | 2011        |